# Кабаново (Єльниківський район)
Каба́ново (рос. Кабаново, ерз. Кабаново) — село у складі Єльниківського району Мордовії, Росія. Входить до складу Акчеєвського сільського поселення.
Населення — 99 осіб (2010; 123 у 2002).
Національний склад (станом на 2002 рік):
- росіяни — 85 %